# Ibn Àtham al-Kufí
Abu-Muhàmmad Àhmad ibn Àtham al-Kufí al-Kindí (àrab: أبو محمد أحمد بن أعثم الكوفي الكندي, Abū Muḥammad Aḥmad ibn Aʿṯam al-Kūfī al-Kindī), més conegut simplement com a Ibn Àtham al-Kufí, fou un historiador àrab dels segles VIII i IX, autor del Kitab al-Futuh, escrit el 819, font molt important per al coneixement del califat omeia i dels primers 60 anys del califat abbàssida. Per la seva nisba se sap que era de Kufa i de la tribu kinda.